# Пайшан, Кауан
Кауа́н Пайша́н де Со́уза (порт.-браз. Cauã Paixão de Souza; род. 27 мая 2004, Рио-де-Жанейро) — бразильский футболист, полузащитник клуба «Васко да Гама».

## Биография
В 2018 году присоединился к академии «Васко да Гама», а в 2021 году подписал свой первый профессиональный контракт. Во взрослом футболе дебютировал в сезоне 2023, в ничейном (1:1) поединке Лиги Кариоки против Аудакс Рио, в котором отметился голевой передачей на Матиаса Галарсу. Первым голом за команду отличился 22 января 2024 года на 62-й минуте ничейного (3:3) выездного поединка 2-го тура Лиги Кариоки против «Сампайо Корреа». Пайшан вышел на поле в стартовом составе и отыграл весь матч. За два сезона сыграл 4 матча в Лиге Кариока, отличился 1-м голом.
В конце февраля 2024 года отправился в аренду в «Америку». Дебютировал за новую команду 25 февраля 2024 года в победном (3:0) домашнем поединке Лиги Потигуар против «Бараунаша». Кауан вышел на поле в стартовом составе, а на 55-й минуте его заменил Джулиано. В общенациональных турнирах дебютировал 28 апреля 2024 года в ничейном (1:1) выездном поединке 1-го тура 3-й группы бразильской Серии D против «Мараканы». Пайшан вышел на поле на 82-й минуте вместо Джовани. В общей сложности за «Америку» во всех турнирах провёл 12 матчей.
10 июля 2024 года отправился в годовую аренду с правом выкупа в «Полесье».